# Universally Speaking
Universally Speaking è una canzone dei Red Hot Chili Peppers. Si tratta del quinto singolo estratto dal loro ottavo album in studio, By the Way (2002).
Nel videoclip della canzone troviamo come protagonista un fan sfegatato dei Peppers, interpretato dall'attore Dave Sheridan, nell'intento di intrufolarsi nel backstage del concerto che si stava svolgendo. Tale concerto è suonato dagli stessi Red Hot.
Dopo vari tentativi di oltrepassare le guardie, tutti andati a male, prova a entrare regolarmente con il biglietto, ma viene fermato e accompagnato fuori, ma non si arrende. Così scavalca una recinzione e si trova dentro.
A questo punto comincia a girare tra la folla, fa il pazzo, si diverte a sbeffeggiare gli altri fan.
Ma poi il colpo di genio: si chiude dentro un cassonetto dell'immondizia trasportabile e proprio in questo modo riesce ad "arrivare" dietro le quinte del palco. Improvvisamente esce dal suo nascondiglio e in una inarrestabile corsa si dirige fino a sopra il palco, festeggiando la sua riuscita avventura con la band, scatta una foto con Antony e gli restituisce il libro che lo stesso aveva precedentemente dimenticato nell'auto durante il video della canzone By the Way, dello stesso album.

## Tracce
CD single (2003)
1. Universally Speaking (album version) – 4:18
2. By the Way (live acoustic) – 4:59
3. Don't Forget Me (live) – 5:07

CD version 2 (2003)
1. Universally Speaking (album version) – 4:20
2. Slowly Deeply (inedito) – 2:40
3. Universally Speaking (enhanced video)